# Glacier du Géant
Le glacier du Géant est un glacier de France situé au cœur du massif du Mont-Blanc, dans les Alpes. C'est le principal pourvoyeur de glace de la Mer de Glace via le glacier du Tacul. Sa superficie est de 1 719 hectares en comptant celle de la vallée Blanche voisine. En grande partie situé au-dessus des 3 000 mètres d'altitude, il est dominé par des sommets qui dépassent les 3 500 mètres voire les 4 000 mètres : le mont Blanc du Tacul, le mont Maudit, la pointe Helbronner ou encore la dent du Géant. Il est traversé par plusieurs itinéraires d'alpinisme et de randonnée glaciaire, est survolé par la télécabine Panoramic Mont-Blanc et il se situe à l'aplomb du tunnel du Mont-Blanc.

## Géographie
Le glacier du Géant nait au creux d'un immense cirque glaciaire de plus de quatre kilomètres de largeur ouvert vers le nord-est et dominé d'est en ouest par la dent du Géant, les aiguilles Marbrées, la pointe Helbronner, l'aiguille d'Entrèves, l'arête de la Brenva et le mont Blanc du Tacul. Les rebords de ce cirque sont constitués de cirques plus petits qui sont délimités, dans le sens horaire, par la dent du Géant et les aiguilles Marbrées sous le col de Rochefort, par les aiguilles Marbrées et le Grand Flambeau sous le col du Géant, par le Grand Flambeau et l'aiguille de Toule sous le col Oriental de Toule, par l'aiguille d'Entrèves et la tour Ronde sous le col d'Entrèves, par l'arête de la Brenva et le mont Blanc du Tacul délimitant le cirque Maudit, par le Petit Capucin et la pyramide du Tacul sous les aiguillettes du Tacul et par la pyramide du Tacul et le Gros Rognon sous le col du Gros Rognon et la pointe Lachenal.
Les glaces reçoivent celles de la Vallée Blanche et du glacier d'Envers du Plan en rive gauche, forment une cascade de glace appelée « Séracs du Géant » puis reçoivent les glaces du glacier des Périades en rive droite. Il est alors nommé glacier du Tacul à partir d'un petit plateau, la « Salle à Manger », qui donnera lui-même naissance à la Mer de Glace par confluence avec le glacier de Leschaux en rive droite.
Le glacier du Géant est survolé entre le Gros Rognon et la pointe Helbronner par la télécabine Panoramic Mont-Blanc. Le tunnel du Mont-Blanc passe sous le glacier, environ 2 000 mètres sous la surface, à l'aplomb du col du Gros Rognon et de l'aiguille de Toule. Une partie de l'itinéraire de la Vallée Blanche passe par le glacier du Géant entre le col du Gros Rognon et le glacier de Leschaux.

## Histoire

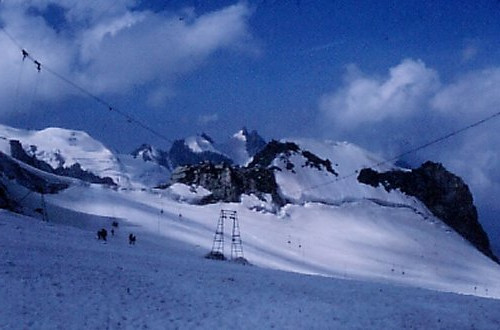
Vue en septembre 1981 des téléskis sur le glacier du Géant survolés par les câbles de la télécabine de la Vallée Blanche.

Au début des années 1950, la construction de la télécabine Panoramic Mont-Blanc entre l'aiguille du Midi et la pointe Helbronner forme le dernier maillon de traversée du massif du Mont-Blanc par remontée mécanique, entre le téléphérique de l'Aiguille du Midi au nord-ouest et le Funivie Monte Bianco — remplacé en 2015 par l'actuel Skyway Monte Bianco — au sud-est ; la télécabine est ouverte à noël 1957, survolant la partie amont du glacier entre le Gros Rognon et la pointe Helbronner.
L'ouverture d'une station de ski sur le glacier est annoncée à la suite de celle de la construction de la télécabine,. Elle ouvre au début des années 1960, composé de trois ou quatre téléskis situés au pied du Grand Flambeau, juste à l'ouest de la pointe Helbronner, sous les câbles de la télécabine, entre 3 330 et 3 680 mètres d'altitude, et dont les pylônes sont pour certains implantés directement dans la glace,. L'une de ces remontées est initialement implantée au col du Midi avant d'être rapidement déplacée au glacier du Géant. La pratique du ski d'été est alors permise par un enneigement naturel en période estivale, ce qui permet notamment aux membres du club de ski de Chamonix et à certains champions de ski alpin comme Jean-Claude Killy ou Alberto Tomba de pouvoir s'y entraîner. Néanmoins, en raison des difficultés d'accès — 45 minutes de trajet en téléphérique et télécabine depuis Chamonix —, d'exploitation, de sécurisation des lieux (une dameuse fait une chute dans une crevasse, tuant son conducteur), de faible fréquentation et dans un souci de préservation de l'environnement, la petite station cesse son activité dans les années 1990.
En septembre 2015 et conséquemment à l'ouverture du Skyway Monte Bianco, le maire de Chamonix-Mont-Blanc sécurise l'accès au glacier du Géant depuis la gare d'arrivée du téléphérique sur la pointe Helbronner en installant une barrière ; cette décision est critiquée par la maire de la commune italienne de Courmayeur qui y voit une ingérence française en territoire italien et relance le débat sur le tracé de la frontière entre les deux pays dans le massif du Mont-Blanc,,, le litige frontalier concernant notamment le refuge Torino et le col du Géant tout proches.